# La Victoire dans le sang
Pour plus de détails, voir Fiche technique et Distribution.
La Victoire dans le sang (Trading Paint) est un film d'action américain de Karzan Kader, sorti en 2019.

## Synopsis
Ancien champion de course automobile, Sam Munroe doit revenir en piste lorsqu'il découvre que son fils Cam suit ses pas dans une écurie concurrente, dirigée par le rival de longue date de son père, Linsky. Ce dernier lui promet notamment de devenir le nouveau champion grâce à une nouvelle voiture plus sophistiquée. Dès lors, une compétition intense et dangereuse commence entre Sam et Cam sur fond de rancœurs familiales et de vengeance personnelle. Quant à Linsky, après avoir appris que Sam est sorti de sa retraite pour concurrencer son fils, il demande à Cam de provoquer un accident pour éliminer son père définitivement des courses automobiles.

## Fiche technique
- Titre original : Trading Paint
- Titre français : La Victoire dans le sang
- Réalisation : Karzan Kader
- Photographie : José David Montero
- Scénario : Gary Gerani et Craig R. Welch
- Montage : Alex Freitas et Julia Juaniz
- Musique : Víctor Reyes
- Décors : Joe Lemmon
- Costumes : Tamika Jackson
- Société de production : Ambi Pictures
- Société de distribution : Saban Films (Etats-Unis)
- Genre : action, sport automobile
- Durée : 88 minutes
- Dates de sortie : 
  - États-Unis : 22 février 2019
  - France : 12 octobre 2019 (en vidéo)

## Distribution
- John Travolta : Sam Munroe
- Shania Twain : Becca
- Toby Sebastian : Cam Munroe
- Michael Madsen : Bob Linsky
- Rosabell Laurenti Sellers : Cindy
- Kevin Dunn : Stumpy
- Buck Taylor : Ben
- Barry Corbin : le shérif Taylor
- Chris Mullinax : Jack Dunn

## Production
Le film est notamment tourné en Alabama, au Talladega Superspeedway.

## Distinctions
- Razzie Awards 2020 : nomination dans la catégorie pire acteur pour John Travolta